# Hyposidra ulnata
Hyposidra ulnata là một loài bướm đêm trong họ Geometridae.